# Alan Beattie
Alan Beattie (* 5. August 1949) ist ein US-amerikanischer Filmproduzent, Filmregisseur und Drehbuchautor, der 1976 für einen Oscar nominiert war.

## Biografie
Gleich mit und für seinen ersten 1975 erschienenen Kurzfilm Doubletalk wurde Beattie für einen Oscar nominiert. Der Film zeigt einen jungen Mann, der die Eltern seiner Freundin zum ersten Mal trifft. Die Konversation der vier Menschen verläuft in den üblichen Bahnen. Beattie macht jedoch die Gedanken jedes Einzelnen sichtbar, die die Unterhaltung ad absurdum führen. Die Auszeichnung ging jedoch an Bert Salzman und sein Kurzfilmdrama Angel and Big Joe, das den Zwiespalt eines Minderjährigen thematisiert.
Bei dem 1981 veröffentlichten Psychothriller Delusion führte Beattie Regie und schrieb das Drehbuch, in dem es um eine Krankenpflegerin geht, die die Pflege eines alten behinderten Mann übernimmt, der mit seinem etwas sonderbaren Enkel in einem abgelegenen Haus wohnt. In Deutschland wurde der Film unter dem Videotitel Haus in Schrecken veröffentlicht, im Fernsehen lief er unter dem Titel Wo der Schrecken wohnt. Eine weitere Regiearbeit Beatties ist das Actiondrama Stand Alone von 1985, in dem das Leben eines Zeugen, der einen Mord beobachtet hat, von mexikanischen Rauschgifthändlern bedroht wird. In dem 1990 veröffentlichten Kriminalfilm Killer unter uns, der von Beattie produziert wurde, versucht eine farbige Hausfrau unter Einsatz ihres Lebens nachzuweisen, dass ein Schwurgericht einen falschen Mann verurteilt hat und der wahre Täter sich unter den zwölf Geschworenen befindet.
Im Zeitraum 1998 bis 2002 führte Beattie bei 64 Folgen der dokumentarischen Fernsehserie Sworn to Secrecy: Secrets of War Regie. Die Serie basiert auf Informationen und Dokumenten sowie auf Interviews mit Experten und Augenzeugenberichten aus aller Welt. Bei der Fernsehserie The Color of War trat Beattie in den Jahren 2001 und 2002 in 17 Folgen als Produzent auf. In der Serie werden Farbaufnahmen aus dem Zweiten Weltkrieg gezeigt. Bei Peter Bergs Actionfilm Welcome to the Jungle (2003) mit dem Profi-Wrestler Dwayne Johnson war Beattie im Produzententeam. Der Film wurde mit dem Taurus Award ausgezeichnet, einem Filmpreis für Stuntszenen. 

## Filmografie (Auswahl)
– als Produzent, wenn nicht anders angegeben –
- 1975: Doubletalk (Kurzfilm, auch Regie und Schnitt)
- 1981: Delusion (VT: Haus in Schrecken, Titel der Neuauflage Wo der Schrecken wohnt; auch Regie + Drehbuch)
- 1985: Stand Alone (nur Regie)
- 1990: Killer unter uns (Fernsehfilm; A Killer Among Us)
- 1990: Mörderische Schatten (Fernsehfilm; Silhouette)
- 1993: Schatten der Leidenschaft VerWT: Dark Passion (The Wrong Man)
- 1994: Die Bestie im weißen Kittel (auch Produktdesigner; Exquisite Tenderness)
- 1997: Under Pressure VerWT: American Amok – Dein Feind wohnt nebenan (Bad Day On the Block)
- 1998–2002: Sworn to Secrecy: Secrets of War (Fernseh-Dokumentarserie, 64 Folgen)
- 2001, 2002: The Color of War (Fernsehserie, 17 Folgen)
- 2002: The Face of Evil: Reinhard Heydrich (Fernsehdokumentation)
- 2003: Celebrity Wings (Fernsehdokumentation)
- 2003: Welcome to the Jungle (The Rundown (Welcome to the Jungle))

## Auszeichnung
- Oscarverleihung 1976: Oscarnominierung mit und für Doubletalk in der Kategorie „Bester Kurzfilm“